# Symphonie no 52 de Mozart
La Symphonie «no 52» en ut majeur K. 208 et 102/213c est une symphonie du compositeur autrichien Wolfgang Amadeus Mozart, datée de 1775 à Salzbourg.

## Historique
Les deux premiers mouvements sont tirés de l'opéra Il re pastore, K. 208, et le dernier mouvement, K. 102/213c, a été composé séparément. Les mouvements sont joués sans interruption.
La Alte Mozart-Ausgabe (publiée en 1879–1882) a attribué les numéros 1–41 aux 41 symphonies numérotées. Les symphonies non numérotées (quelques-unes, dont la K. 102, ont été publiées dans les suppléments de la Alte-Mozart Ausgabe jusqu'en 1910) ont parfois reçu les numéros 42 à 56, bien qu'elles aient été écrites avant la Symphonie no 41 (écrite en 1788) de Mozart. La symphonie K. 208+102/213c a ainsi reçu le numéro 52 dans cet ensemble.

## Orchestration
| Instrumentation de la symphonie «no 52»                              |
| Cordes                                                               |
| premiers violons, seconds violons, altos, violoncelles, contrebasses |
| Bois                                                                 |
| 2 flûtes (ne jouent pas dans le 3e mouvement) 2 hautbois             |
| Cuivres                                                              |
| 2 cors en do, 2 trompettes en do                                     |

## Analyse
Introduction du Molto Allegro :
Les 8 mesures de l'Andantino inachevé :
Première reprise du Presto assai :

## Analyse de l'œuvre
La symphonie comporte trois mouvements:
1. Molto Allegro, à , en ut majeur, 110 mesures
2. Andantino, à 
, en ut majeur, 8 mesures (inachevé)
3. Presto assai, à 
, en ut majeur, 347 mesures, 2 sections répétées deux fois (mesures 1 à 16 et mesures 17 à 32)

Durée : environ 11 minutes
Le premier mouvement est l'ouverture de l'opéra Il re pastore, tandis que le deuxième mouvement en reprend la première aria d'Aminta « Intendo, amico rio », avec la voix de castrat remplacée par un hautbois solo. Huit mesures supplémentaires ont été composées pour remplacer la mesure finale de l'aria, de telle sorte que le mouvement conduise directement au troisième mouvement. Le deuxième mouvement n'est pas écrit complètement, et Mozart a indiqué au copiste (ou a ajouté lui-même dans une copie) comment remplacer la voix par un solo de hautbois. On a parfois considéré que la marche en ut, K. 214, est reliée au mouvement final, mais cette hypothèse a depuis été rejetée.